# 関西文化芸術高等学校
関西文化芸術高等学校（かんさいぶんかげいじゅつこうとうがっこう、英称：Kansai Culture and Arts High School）は、奈良県奈良市山陵町にある私立高等学校。

## 概要
関西文化芸術高等学校は、学校法人奈良立正芸術学院により設置された広域通信制高校である。

### 建学の精神
子どもたちの「個性の尊重と伸長」を教育理念とし、芸術教科の指導を通じて、各生徒の個性を生かした教育活動を取り組むことにより、生徒らに豊かな人格が形成されていくことを目指している。心身の発達に応じた高等普通教育を施すとともに、文化芸術に関する専門的知識と技術を修得させることにより幅広い教養と知性および感性の向上を図る。そして、日本や郷土の芸術文化に愛着をもち、社会に貢献出来る人材を育成することを目指している。

### 教育プログラム
- 美術専攻
- デザイン専攻
- クラフト陶芸専攻
- 音楽専攻
- パフォーマンス専攻
- 週1日・週2日コース

## 沿革

### 略歴
1980年、学校法人奈良立正芸術学院により「奈良立正芸術学院（ならりっしょうげいじゅつがくいん、各種学校）」が開校。NHK学園の協力校であった。1998年、専修学校関西文化芸術学院が開校。2018年4月の広域通信制高校関西文化芸術高等学校の開校に伴い、同年度入学生より関西文化芸術学院高等課程の募集停止。在校生卒業まで学校は存続。2020年4月、関西文化芸術高等学校完成年度となる。

### 年表
- 1980年（昭和55年）4月 - 学校法人奈良立正芸術学院により奈良立正芸術学院が各種学校として開校。美術専攻・陶芸専攻・音楽専攻を設置
- 1981年（昭和56年）4月 - NHK学園高等学校の協力校として認可
- 1984年（昭和59年）10月 - 音楽専攻による音楽祭（定期演奏会）が当年より開催される
- 1986年（昭和61年）9月 - 奈良県ジュニア美術展覧会出品　以降毎年大賞他多数受賞
- 1994年（平成6年）4月 - デザイン専攻の科目にCGを導入
- 1998年（平成10年）4月 - 専修学校関西文化芸術学院開校
- 1999年（平成11年）
  - 4月 - 舞台芸術専攻(現パフォーマンス専攻）設置
  - 10月 - 舞台芸術専攻による定期公演が当年より開催される
- 2000年（平成12年）4月 - 創志学園グループに参入 クラーク記念国際高等学校と提携し、同校の奈良キャンパスとなる(関西文化芸術学院 廃校 に伴い、2020年3月31日をもって、学校法人創志学園から独立。クラーク記念国際高等学校との提携終了)
- 2001年（平成13年）10月 - 京都駅ビル高校生芸術発表が当年より開催される　以降2017年まで毎年開催
- 2005年（平成17年）8月 - 奈良県吹奏楽コンクール出場
- 2008年（平成20年）8月 - 米国Tuacahn High Schoolと姉妹校連携
- 2017年（平成29年）3月31日 - 関西文化芸術高等学校の認可を受ける[1]
- 2018年（平成30年）4月 - 関西文化芸術高等学校　開校
- 2019年（令和元年）10月- 大和郡山市及び同市商工会・観光協会・文化体育振興公社と包括連携協定を締結

## 基礎データ

### 所在地
- 奈良県奈良市山陵町1179

### 教育区域
- 奈良県・京都府・大阪府・三重県・滋賀県・兵庫県・和歌山県[4]

### アクセス
- 近畿日本鉄道京都線高の原駅より徒歩18分

## 学校行事
| - 4月 入学式 - 5月 バーベキュー交流会・校外学習 - 6月 球技大会 | - 7月 みささぎ祭 - 8月 吹奏楽・演劇コンクール - 9月 奈良県ジュニア美術展覧会 | - 10月 体育大会 - 11月 合唱コンクール - 12月 聖陵祭 | - 1月 定期演奏会（音楽専攻） - 2月 定期公演（パフォーマンス専攻）・卒業式 - 3月 修学旅行（2年生）/卒業制作・進級制作 |